# Persicula hilli
Persicula hilli is een slakkensoort uit de familie van de Cystiscidae. De wetenschappelijke naam van de soort is voor het eerst geldig gepubliceerd in 1950 door M. Smith.